# Station Oldenburg-Wechloy
Station Oldenburg-Wechloy (Bahnhof Oldenburg-Wechloy) is een spoorwegstation in de Duitse plaats Oldenburg, in de deelstaat Nedersaksen. Het station ligt aan de spoorlijn Oldenburg - Leer. Op het station stoppen alleen Regio-S-Bahntreinen van Bremen en Nedersaksen. Het station telt één perronspoor.

## Treinverbindingen
De volgende treinseries doen station Oldenburg-Wechloy aan:
| Serie | Treinsoort                  | Route                                                                                 | Bijzonderheden |
| ----- | --------------------------- | ------------------------------------------------------------------------------------- | -------------- |
| S3    | Regio-S-Bahn (NordWestBahn) | Bremen Hbf – Delmenhorst – Oldenburg (Oldb) Hbf – Oldenburg-Wechloy – Bad Zwischenahn |                |

0,0: Oldenburg (Oldb) Hbf ·
3,0: Oldenburg-Wechloy ·
Bloh ·
Kayhauserfeld ·
15,2: Bad Zwischenahn ·
23,2: Westerstede-Ocholt ·
29,5: Apen ·
32,2: Augustfehn ·
39,6: Stickhausen-Felde ·
42,8: Filsum ·
47,9: Nortmoor ·
55,0: Leer (Ostfriesl) ·
Leer (Ostfriesl) Gbf